# Aerostato

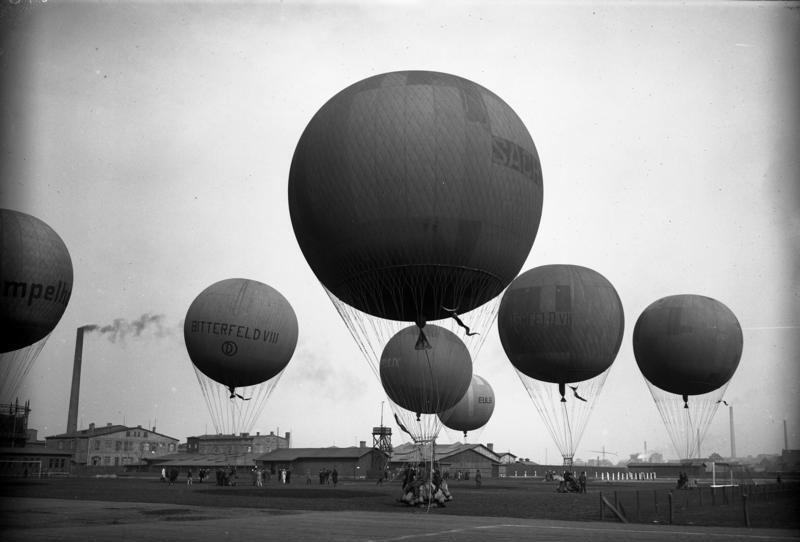
Preparación antes del inicio de unas competiciones de globos libres, Alemania, en mayo de 1929, durante la gran primavera de los globos, preparándose para la siguiente carrera Gordon-Bennett-Wettfliegen de Los Ángeles.

Un aerostato o aeróstato es una aeronave provista de uno o más recipientes llenos de un gas más ligero, es decir de menor densidad, que el aire (gas de elevación), que puede elevarse o permanecer inmóvil en el mismo. Los aerostatos incluyen los globos aerostáticos, y los dirigibles. La palabra aerostato proviene del vocablo francés "aérostat", y éste del griego "aer", aire, y "statos", quieto. Existen aerostatos de aire caliente y aerostatos de gas. 
Están compuestos por una bolsa, denominada vela, que contiene una masa de gas o aire caliente más ligera que el aire exterior. En la parte inferior de la bolsa se puede unir una estructura sólida denominada barquilla o se le puede atar cualquier tipo de cuerpo, como por ejemplo un sensor. Los aerostatos no dirigibles se dejan llevar por las corrientes del aire, aunque algunos pueden controlar su elevación.

Los globos aerostáticos son aerostatos no propulsados ni dirigibles, mientras que los dirigibles son propulsados y guiados. En caso de que un globo esté amarrado permanentemente, se denomina globo cautivo.

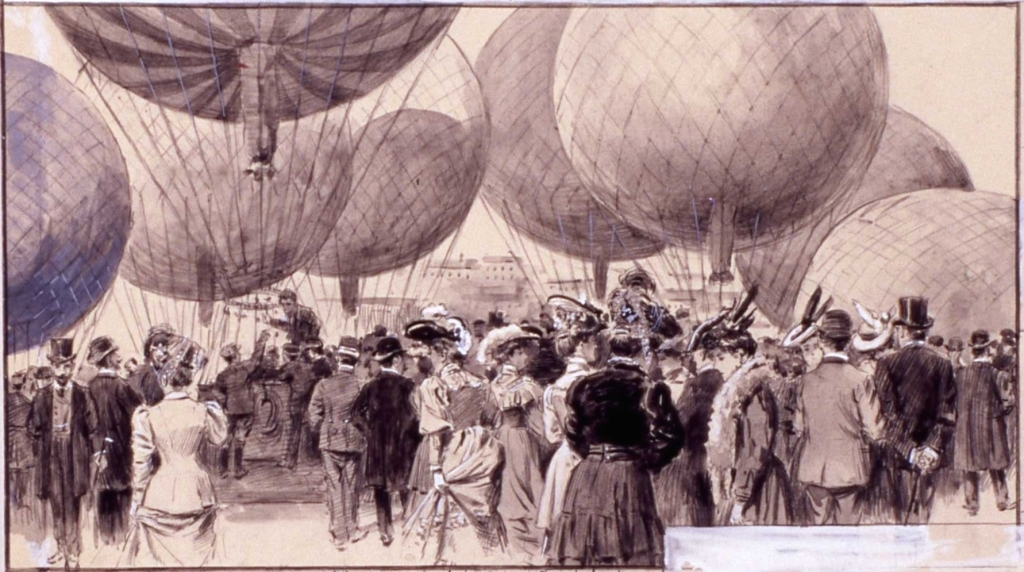
Fiesta de aeroestación, detalle, 8.11.1905, RABASF, dibujo Mariano Pedrero

## Historia
El principio de base es hacer un objeto más ligero que el aire (con aire caliente o con un gas más ligero que el aire, hidrógeno, por ejemplo). Este principio era probablemente conocido por los chinos (presuntos inventores del papel): supuestamente habrían llevado a cabo vuelos de pequeños globos de papel inflados con aire caliente. Muchos precursores (entre ellos Bartolomeu de Gusmão) han ilustrado este principio. Las primeras aplicaciones prácticas de vuelos de los ingenios más importantes fueron hechas por los franceses Joseph y Étienne de Montgolfier y el físico Jacques Charles.
- En 1782,  los hermanos Montgolfier experimentan con globos de tela recubiertos con papel, mantenidos inflados por un fuego de paja y de lana mantenido bajo el agujero y llegan a enviar a animales al aire.
- el 15 de octubre de 1783, Jean-François Pilâtre de Rozier se elevó hasta los 84 metros  con un ingenio cautivo.
- el 21 de noviembre de 1783, Pilâtre de Rozier y el marqués François-Laurent d'Arlandes se elevaron desde los jardines de la Muette, atravesaron el Sena en Passy y se posaron -diez minutos más tarde- en la Butte-aux-Cailles después de haber alcanzado los 1000 metros de altitud.
- el 26 de junio de 1794, la batalla de Fleurus vio el primer uso militar de un globo de observación[2]
- el 24 de septiembre de 1852 el aerostato Giffard fue el primer dirigible de hélice y timón, experimentado el 24 de septiembre de 1852 de París a Élancourt, por Henri Giffard

Fabricación de un aerostato militar en el château de Meudon
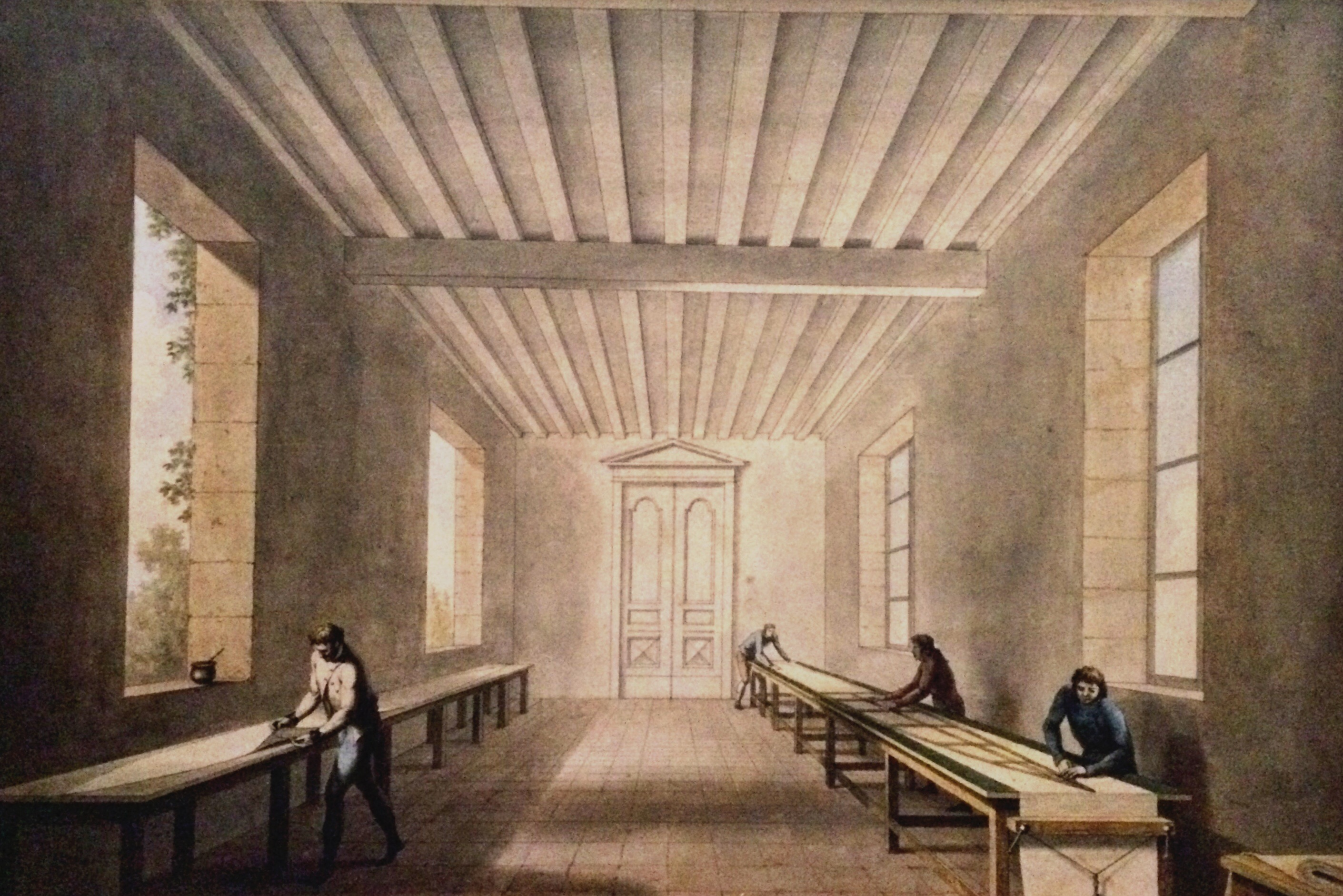
Cortado de los telas para componer los husillos (1/5)
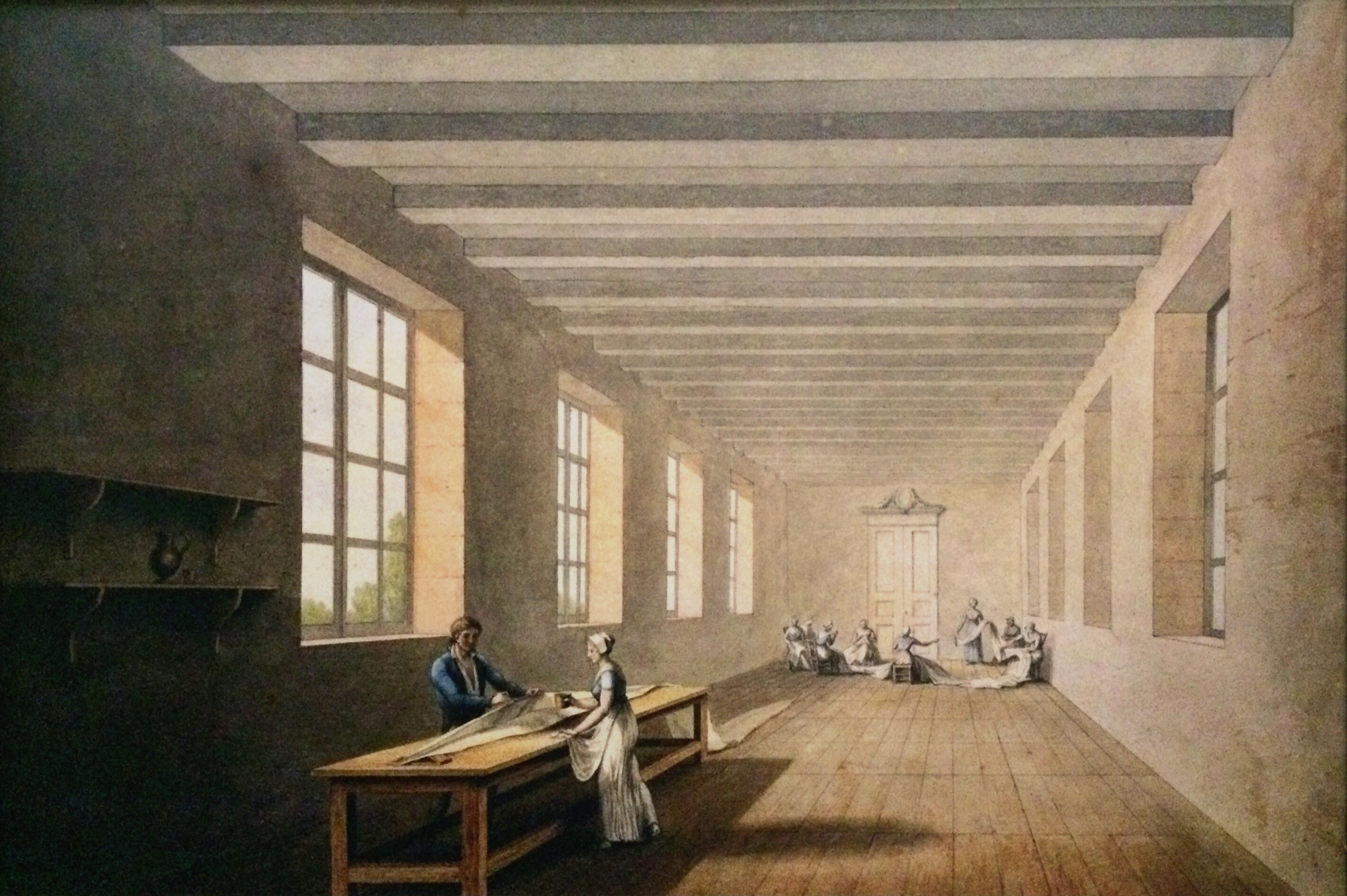
Ensamblaje de los husillos (2/5)
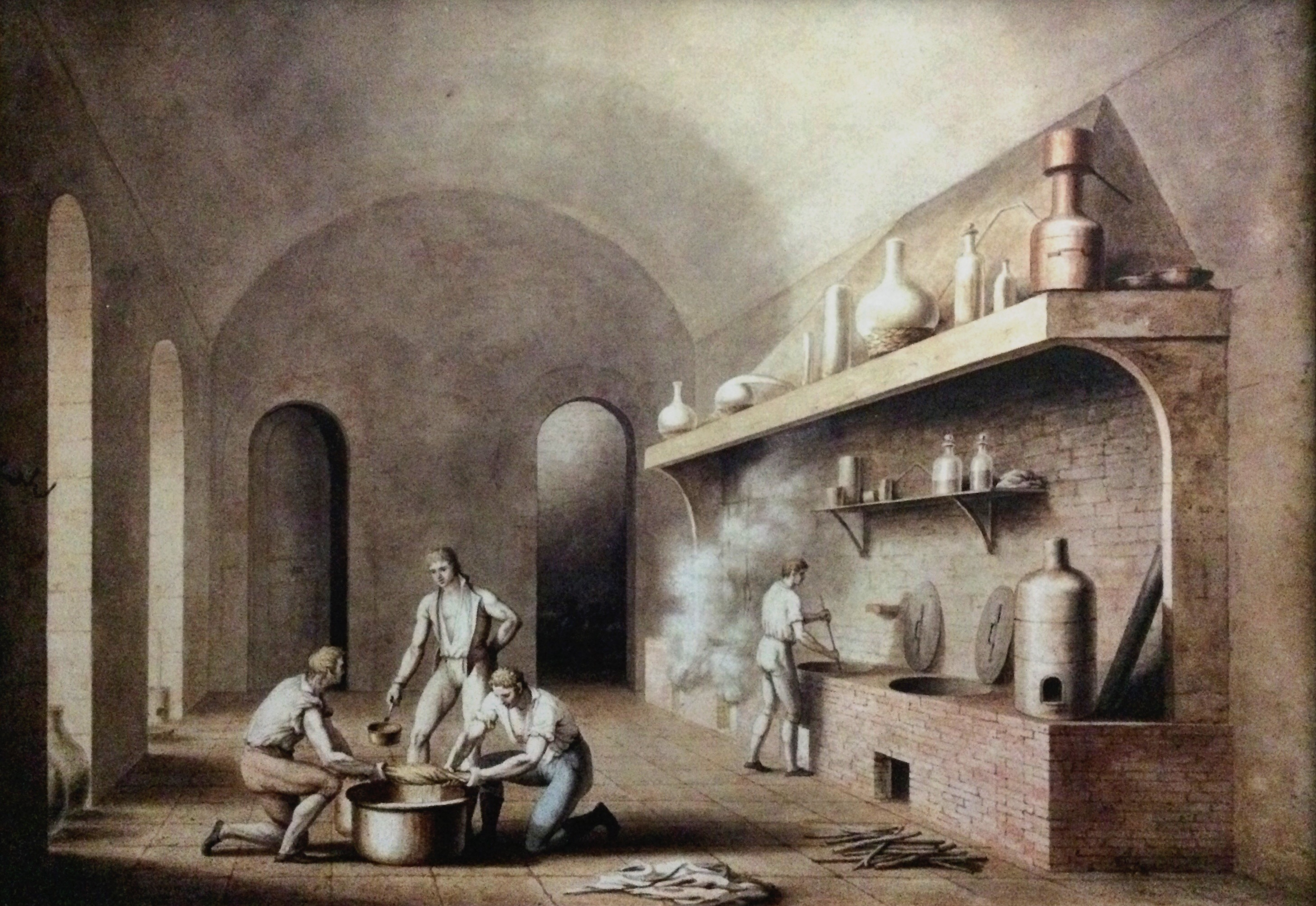
Preparación del barniz (3/5)
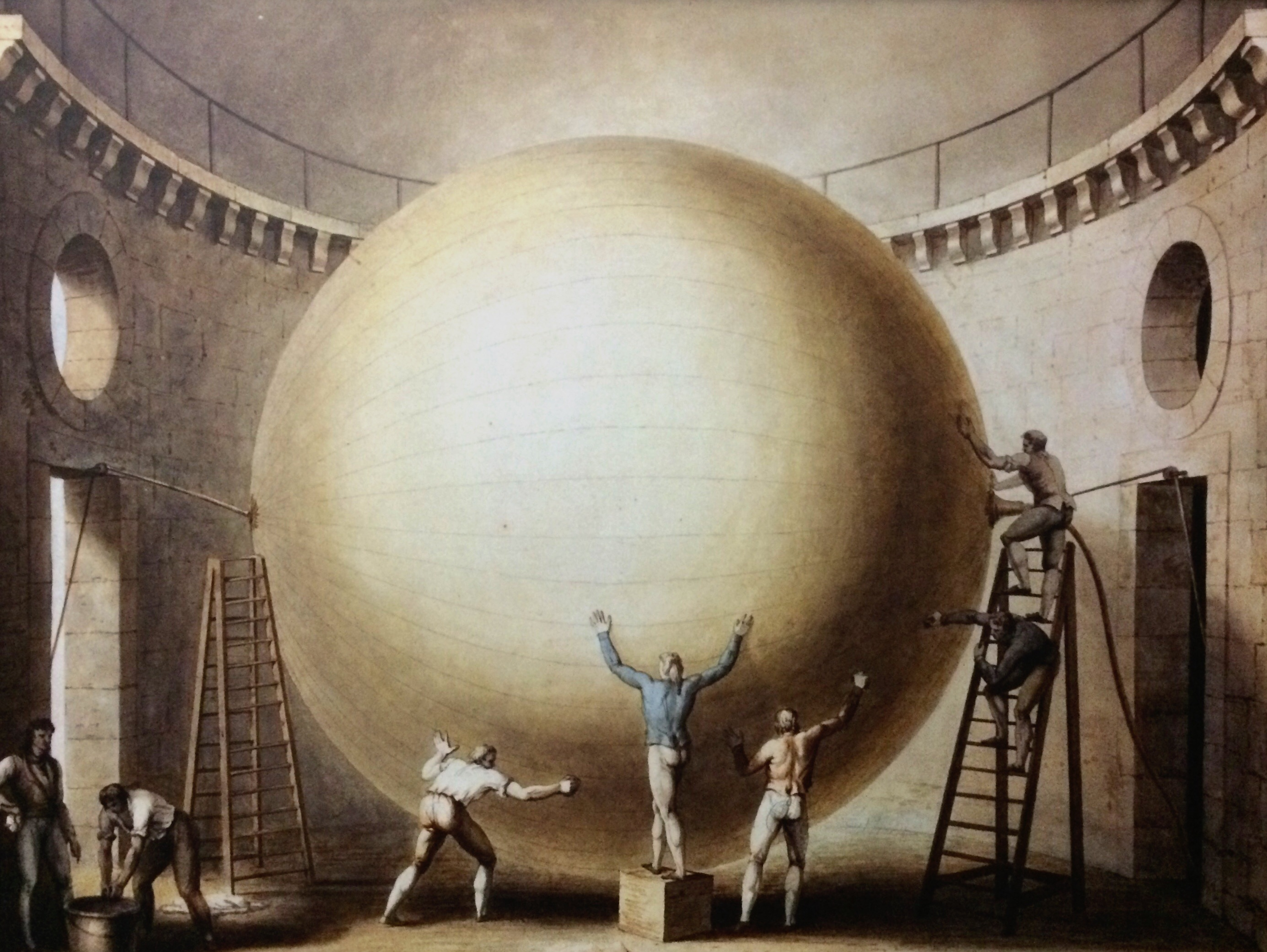
Aplicación del barniz y verificación de las juntas (4/5)
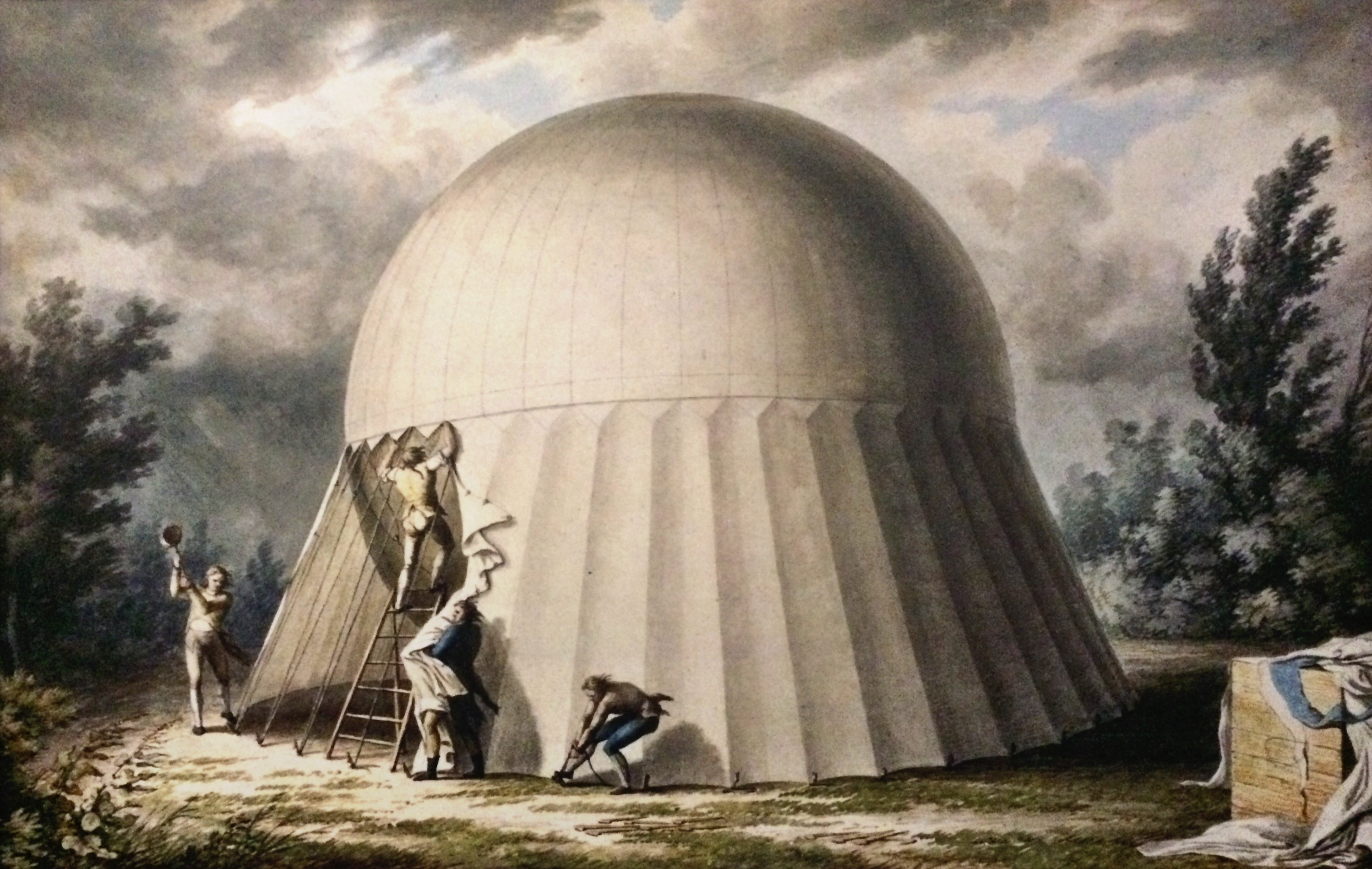
Aerostato en el campamento bajo su tienda de protección (5/5)

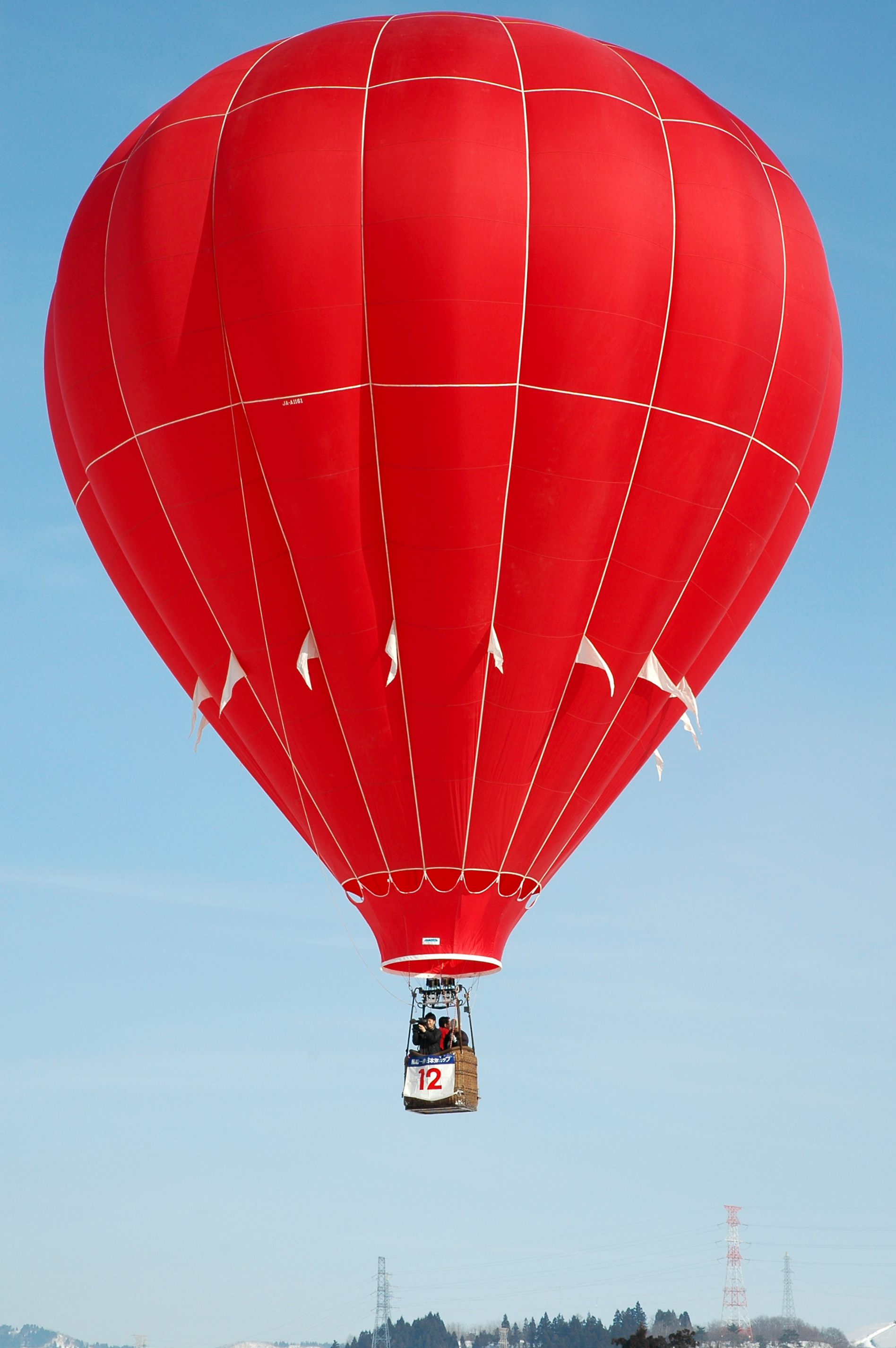
Globo aerostático de aire caliente.
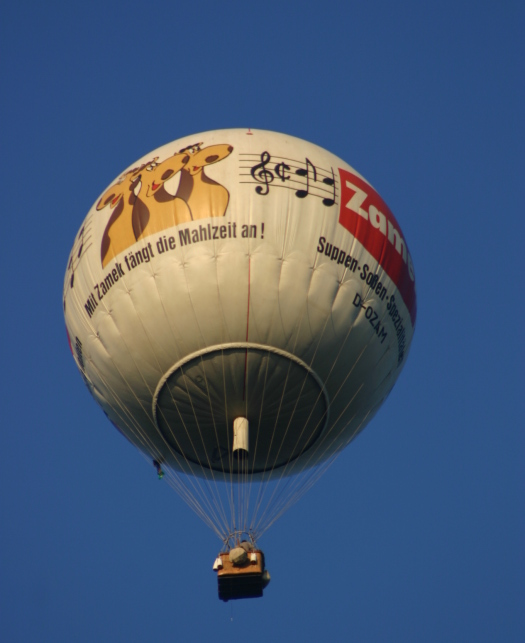
Globo aerostático de gas.
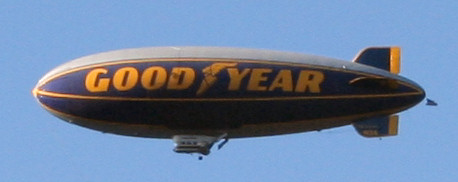
Dirigible.
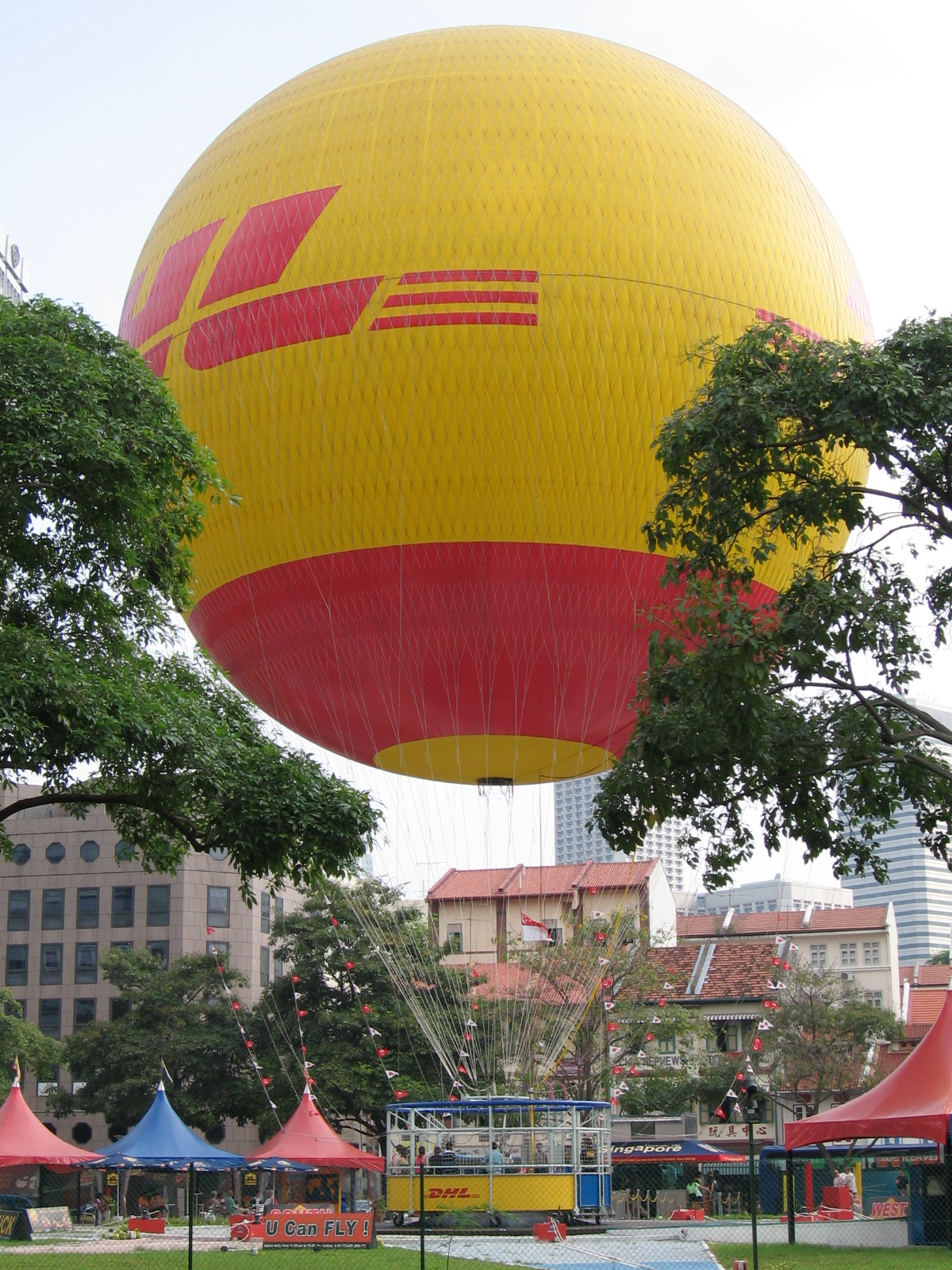
Globo cautivo.
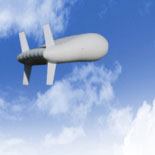
Aerostato con perfil diseñado para poder mantenerse elevado.